# Дезинсекција
Дезинскеција је скуп механичких, биолошких и хемијских мера и поступака који се предузимају у циљу уништавања, сузбијања или смањења броја штетних инсеката и крпеља. Спроводи се као мера профилаксе у објектима за производњу промет животних намирница, здравственим установама, предшколским и школским објектима, стамбеним јединицама, јавним површинама и слично.
За дезинсекцију се користе инсектициди и репаленти који морају имати највише еколошке стандарде. То су углавном препарати без мириса, који не остављају видљиве трагове на површинама и продуженог су деловања.

## Циљ
Како су многи инсекти и крпељи не само преносници заразних болести, већ и велике штеточине јер наносе материјалну штету у пољопривреди, складиштима хране, и на имовини, циљ дезинсекције није само уклањање непријатних паразита из нашег окружења, већ и заштита здравља људи, домаћих животиња и имовине.

## Методе дезинсекције
Механичке методе
Механичке методе дезинсекције подразумевају начине спречавања пролаза и задржавања инсеката у одређеном простору. У овај метод спада постављање лепљивих трака, замки за хватање и физичко затварање отвора, уз ручно уклањање и сакупљање инсеката.
Физичке методе
Уништавање инсеката физичким методама заснива се на: механичком или ручном уклањању инсеката, постављању механичких замки, примени температуре, јонизујућег или другог зрачења, ултразвука, електричне струје и сл.
Биолошке методе
Ова метода се заснива се на употреби природног предатора који у инсектима аиндукује патолошка стања, ограничава њихово размножавање и узрокују смрт инсеката и крпеља.
Хемијске методе
Ове методе уаснивају се на употреба токсичних материја које изазивају смрт у зараженом инсекту (инсектициди) или употреби репаланата који одвраћају инсекте.

## Поступак спровођења
Дезинскецја се спроводи од стране организација или служби за дезинсекцију и појединаца, едукованих за те послове кроз неколико фаза:
Увид у стање објекта и степана инфестације
Изласком на терен едукована лица за дезинсекцију обављају разговор са наручиоцем дезинсекције, обављају детаљан преглед објекта, постављају феромонске лепљиве замки или коришсте средстава за истеривање инсеката из њихових склоништа у циљу утврђивања места и степена инфестације.
Планирање дезинсекције
Ппланирање акције, обухвата: избор инсектицида, методе дезинсекције, процену утрошка материјала и броја радних сати и ангажованог људстав итд.
Спровођење дезинсекције
Дезинсекција се најчешће спроводи комбинованом применом одређених поступака:
- прскање ручним прскалицама
- прскање моторним прскалицама
- хладно замагљивање електричним уређајем
- топло замагљивање елетричним или бензинским уређајима
- запрашивање
- наношењем специфичних инсектицидних мамаца
- постављање различитих клопки.

Контрола спроведене дзинскеције
Контрола успешности дезинсекције остварује се разговор са наручиоцем дезинскеције, поновљеним детаљаним прегледом објекта, постављањем феромонских лепљивих замки или коришћењем средстава за истеривање инсеката.

## Врсте инсектицида које се користе у дезинскецијама
| Инсектициди који се користе у контроли комараца   | | |
| Инсектициди                                       | Врсте | Механизми дејства |
| Адултициди средства за контролу одраслих комараца | Органофосфати: Синтетички пиретроиди: | Примењују се у облику спрејева ултра ниског волумена (УЛВ). Применом финих капљица, аеросола, адултициди дуго остају у ваздуху и у контакту са летећим комарцима изазивају њихову смрт. У зависности од величине подручја, примењују се у количинама мањим од 3 грама по хектару, што минимизира штетни утицај по људе и животну средину. |
| Ларвициди средства за контролу ларви комараца     | Бактеријски инсектициди: Bacillus thuringiensis, Bacillus sphaericus Инхибитори раста комараца: Органски инсектиди: Остала средства: Минерална уља, Мономолекуларни филмови | Ларвициди су хемикалије тако дизајниране да се њиховом применити на воденим површинама онемогућава развој комараца из ларви. |
| Синергисти                                        | Piperonyl Butoxide, N-Octyl bicycloheptene dicarboximide | Синергисти нису директно токсични на комараце, али њихова примена чини адултициде ефикаснијим. |